# 고백실행위원회 ~연애 시리즈~
고백실행위원회 ~연애 시리즈~(일본어: 告白実行委員会〜恋愛シリーズ〜)는 HoneyWorks에 의한 「고백 예행 연습」, 「첫사랑 그림책」, 「질투의 답」을 중심으로 한 악곡 시리즈 프로젝트이다.

## 애니메이션 작품

### 영화
- 예전부터 계속 좋아했어: 고백실행위원회
- 좋아하게 되는 그 순간을: 고백실행위원회

### TV 애니메이션
- 언제나 우리의 사랑은 10cm였다.
- 히로인이라는 자! ~미움받는 히로인과 비밀스러운 일~